# Najrã (Síria)
Najrã (em árabe: نجران‎; romaniz.: Najran) é uma vila ao sul da Síria na planície de Leja, administrativamente parte da província de Sueida. Segundo censo de 2004, havia 2 955 habitantes.

## História

### Período bizantino e islâmico
Najrã leva o nome da cidade de Najrã, no sul da Arábia, cujos habitantes, os Bani Harete, foram expulsos daquela cidade nos anos 520 e se estabeleceram no distrito de Traconita (planície de Leja), então parte da província da Arábia Pétrea. Ficaram sob a proteção de seus parentes antigos, os gassânidas. Na era bizantina (fim do século IV ao VI), uma igreja foi construída por cristãos árabes monofisistas, provavelmente de Najrã, no sul da Arábia. Durante o início da era islâmica, sua comunidade cristã foi expulsa pelo califa Omar (r. 634–644), levando alguns a migrar à Najrã de Haurã. No início do século XIII, a igreja foi visitada pelo geógrafo sírio Iacute de Hama, que elogiou sua beleza e observou seus mosaicos e colunas de mármore. Também disse que era um santuário votivo.

### Período otomano
Em 1596, apareceu nos registros fiscais otomanos como estando na anaia de Bani Miglade no Sanjaco de Haurã. Tinha uma população de 65 famílias e 25 solteiros, todos muçulmanos. Os moradores pagavam impostos sobre trigo, cevada, safras de verão, receitas ocasionais, cabras e colmeias; um total de 5 000 akçe. Najrã foi colonizada por 200 famílias imigrantes drusas do monte Líbano em 1685. Havia sido abandonada anteriormente pela tribo árabe Mucri Aluas, embora ainda contivesse cristãos. Segundo os historiadores Hanna Abu Rashid e Bouron, foi o primeiro lugar a ser ocupado na segunda onda migratória dos drusos, enquanto o historiador Sa'id Sghayar observa que duas outras aldeias na planície de Leja foram temporariamente colonizadas por esse grupo de imigrantes antes de Najrã ser escolhida como residência permanente. O historiador Abu Xacra descreveu a chegada dos drusos:
| “ | Como era costume nesses casos, o xeique de Najrã ordenou a iluminação de fogueiras no cume da vila ... então as fogueiras foram acesas como um sinal de guerra no cume de todas as aldeias de Jabel Haurã ... De manhã [os drusos] chegaram a Najrã de todas as aldeias. Os três mil libaneses [drusos] foram distribuídos pelas diferentes partes de Haurã. | ” |

Em 1711, Najrã, que tinha um castelo, tornou-se o centro do clã Hamadã, que controlava outras cinco aldeias no Haurã. Em 1838, Edward Robinson foi informado de que era uma vila católica, situada "no Lufe, ao sul de Leja".
No início do século XIX, os cristãos ainda eram maioria, com cerca de 150 famílias. Havia 50 famílias drusas. Em meados do século XIX, o clã druso Abu Facre controlava Najrã e duas outras aldeias. À época, as comunidades cristã e drusa eram grosso modo iguais em população e o chefe era Alcácem Abu Facre. O viajante Josias Leslie Porter visitou-a na década de 1850 e observou que tinha "extensas ruínas ... estimadas em quase três quilômetros de circunferência". A mais significativa delas foi a igreja da era bizantina, cujos restos consistiam em duas torres quadradas com inscrições gregas. Uma inscrição na torre continha a data de 458, enquanto a outra continha a data de 564. Segundo Porter, as ruínas haviam funcionado como mesquita em épocas anteriores. Em 1862, o chefe Abu Facre era Ibraim Abu Facre, que residia em Najrã. Em outubro de 1895, o exército otomano aquartelado na vizinha Xeique Masquim lançou uma ofensiva contra os drusos, atacando Najrã junto com Carraça e Aira. Cerca de 45 soldados otomanos foram mortos e 65 foram feridos como resultado da resistência das três aldeias.